# Hans Lünenborg
Hans Lünenborg (* 20. April 1904 in Mönchengladbach; † 1. April 1990 in Köln) war ein deutscher Maler und Glaskünstler. Insbesondere schuf er Glasfenster in Kirchen.

## Leben
Hans Lünenborg wurde als Sohn eines Sanitätsrates geboren. Nach seinem Abitur im Jahre 1922 studierte er ab dem Jahre 1923 bis 1925 erst an der Handwerker- und Kunstgewerbeschule Krefeld und danach in Hamburg an der Landeskunstschule (heute: Hochschule für Bildende Künste Hamburg). In den Jahren 1926/27 beendete er an der Kunstakademie Düsseldorf seine Studien und arbeitete ab dem Jahre 1928 als freischaffender Künstler in verschiedenen Ateliers. Unter den Nationalsozialisten, galten die Werke Lünenborgs als entartet. Ungeachtet dieser Wertung seiner Kunst wurde er im Jahre 1941 zum Militär eingezogen und befand sich bei Kriegsende in US-Kriegsgefangenschaft. Zwischenzeitlich war bei den Bombenangriffen auf Mönchengladbach der Hauptteil seiner frühen Arbeiten ein Raub der Flammen geworden.

### Ab 1951
Im Jahre 1951 zog Lünenborg nach Köln, wo sein jüngerer Bruder Georg Lünenborg als Architektur-Professor an den Kölner Werkschulen lehrte. Neben zahlreichen Aufträgen sakraler wie profaner Art, Mosaiken, Porträts und Bilder, darunter Glasmalereien unter anderem für die Treppenhausgestaltung des Kölner Gürzenich, war er Mitherausgeber der Zeitung Weltwarte, eine Beilage zur Kirchenzeitung mit Beiträgen und Bildern zur damaligen Kunstszene. Zur gleichen Zeit entwickelte sich ein Künstlerstammtisch zu dessen Besuchern neben Lünenborg auch Ewald Mataré (1887–1965) gehörte, der z. B. die Eingangsportale des Kölner Doms gestaltete. Hans Lünenborg verstarb am 1. April 1990 in Köln.

## Vorbilder
Geprägt haben Hans Lünenborg Vertreter des Expressionismus wie Heinrich Nauen (1880–1940), Emil Nolde (1867–1956) oder Erich Heckel (1883–1970), später auch die Maskenbilder von James Ensor (1860–1949). Befreundet war er unter anderem mit Heinrich Campendonk (1889–1957), einem Künstler der Gruppe Blauer Reiter.

## Werk
Das Werk Lünenborgs umfasst nicht nur Bilder im Sinne der klassischen Vorstellung, sondern auch zahlreiche Zeichnungen, Entwürfe und Kartons für Glasfenster. Hervorzuheben sind hierbei seine, nach dem Zweiten Weltkrieg entstandenen Fenster in den Kölner Kirchen St. Peter und St. Maria Lyskirchen, sowie St. Antonius in Kevelaer, St. Hippolytus in Troisdorf und St. Laurentius in Marmagen. Eine Besonderheit bei den Fenstern Lünenborgs ist dabei „seine außergewöhnlich expressiv surreale Darstellungsweise mit eigener Symbolik und die besondere Verquickung christlicher und weltlicher Thematik.“ (Nestler [2005], 7).

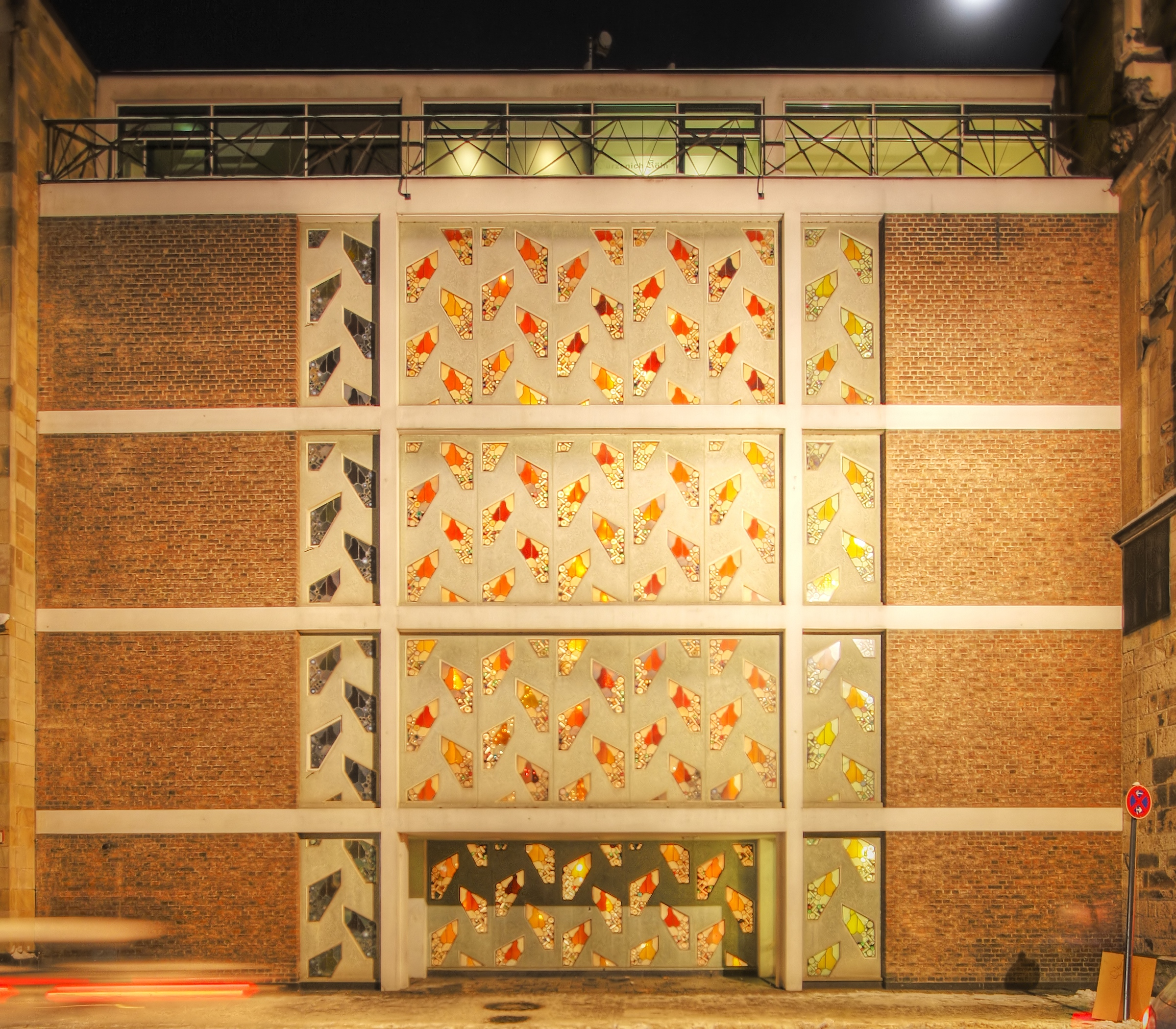
Gürzenich, Köln; Westfassade (Ornamentale Komposition), 1953
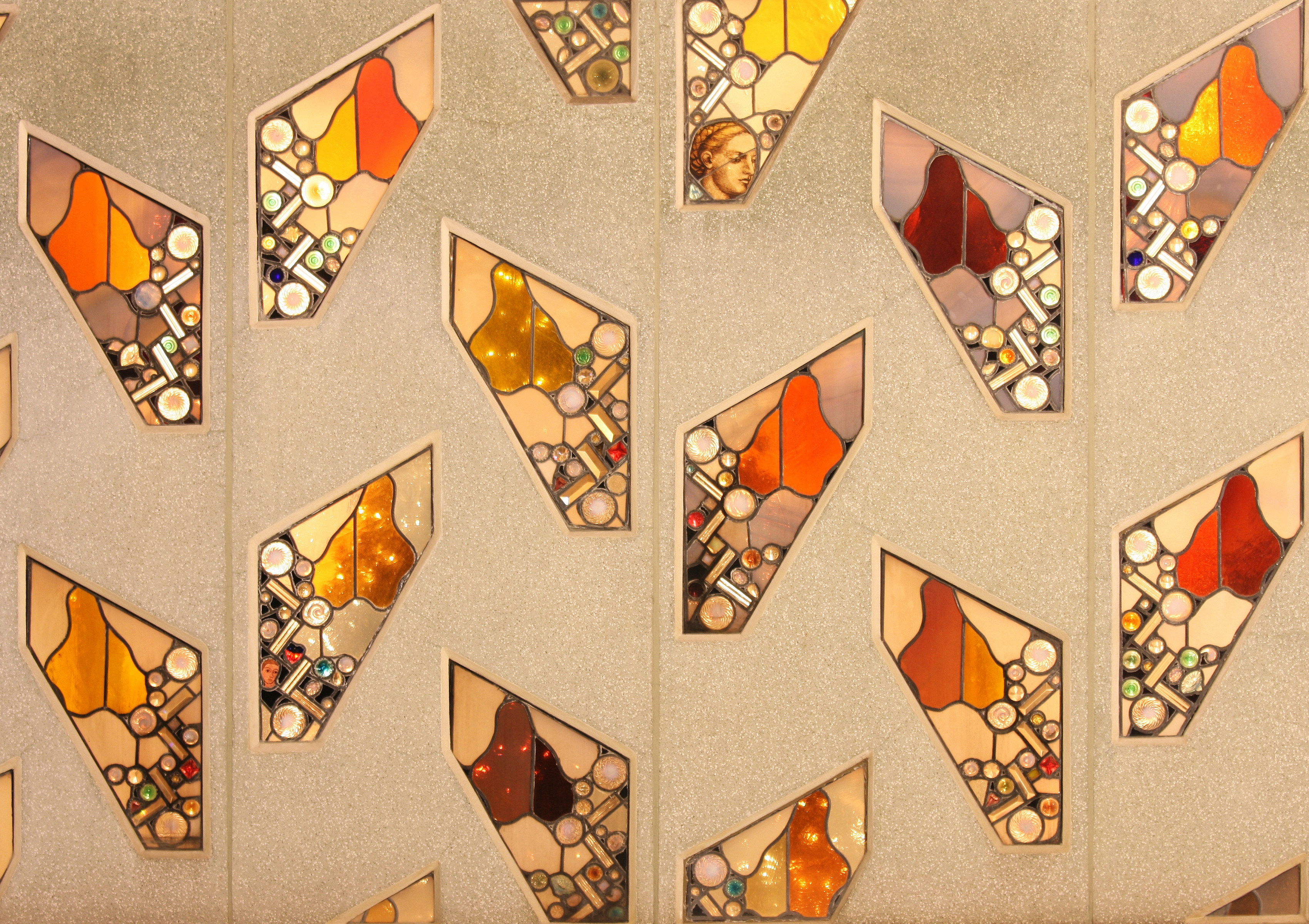
Gürzenich, Köln; Westfassade (Ausschnitt), 1953
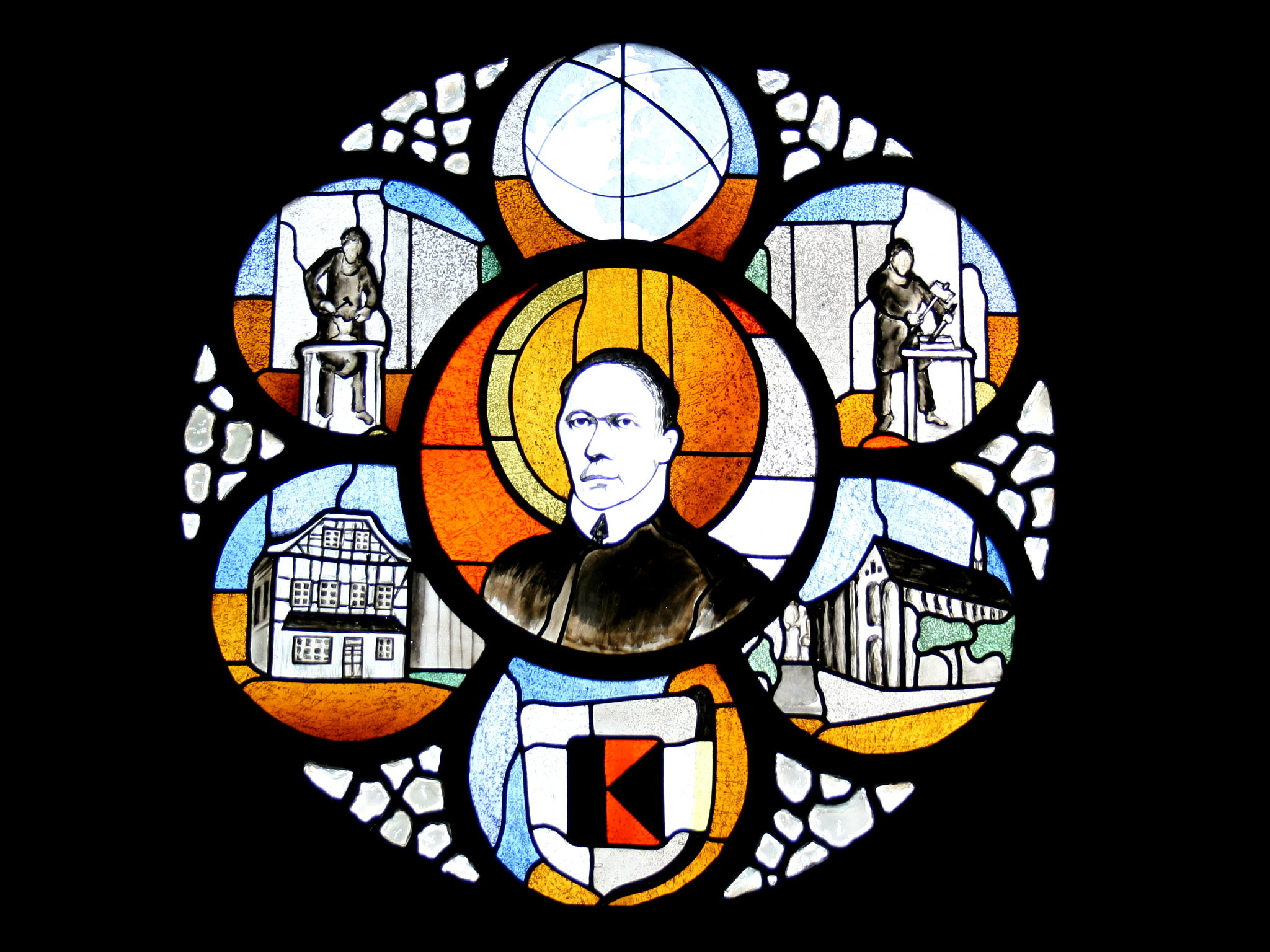
Hückeswagen, St. Mariä Himmelfahrt: Adolf Kolping, 1961
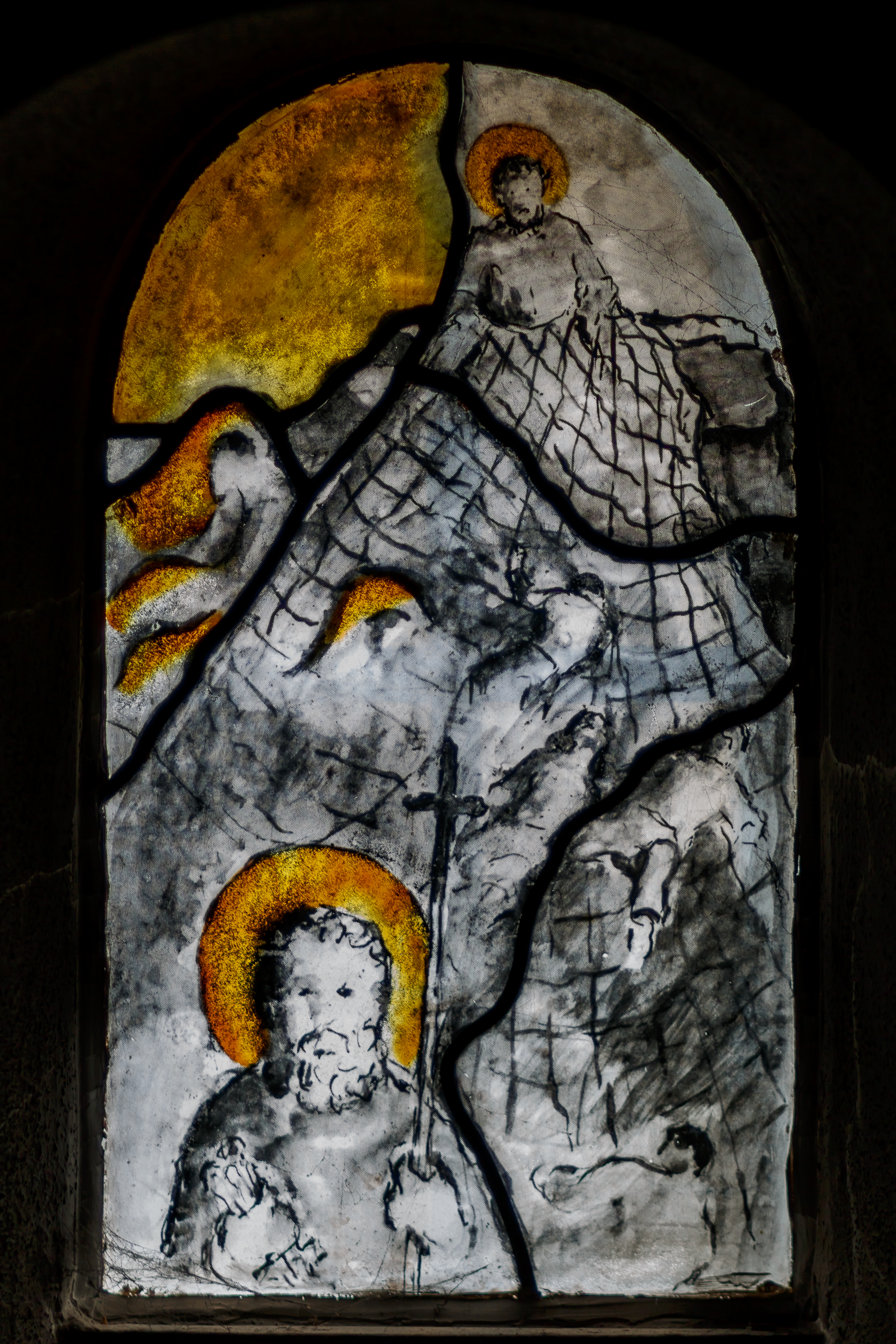
Rösrath, St. Nikolaus von Tolentino: St. Petrus, um 1965
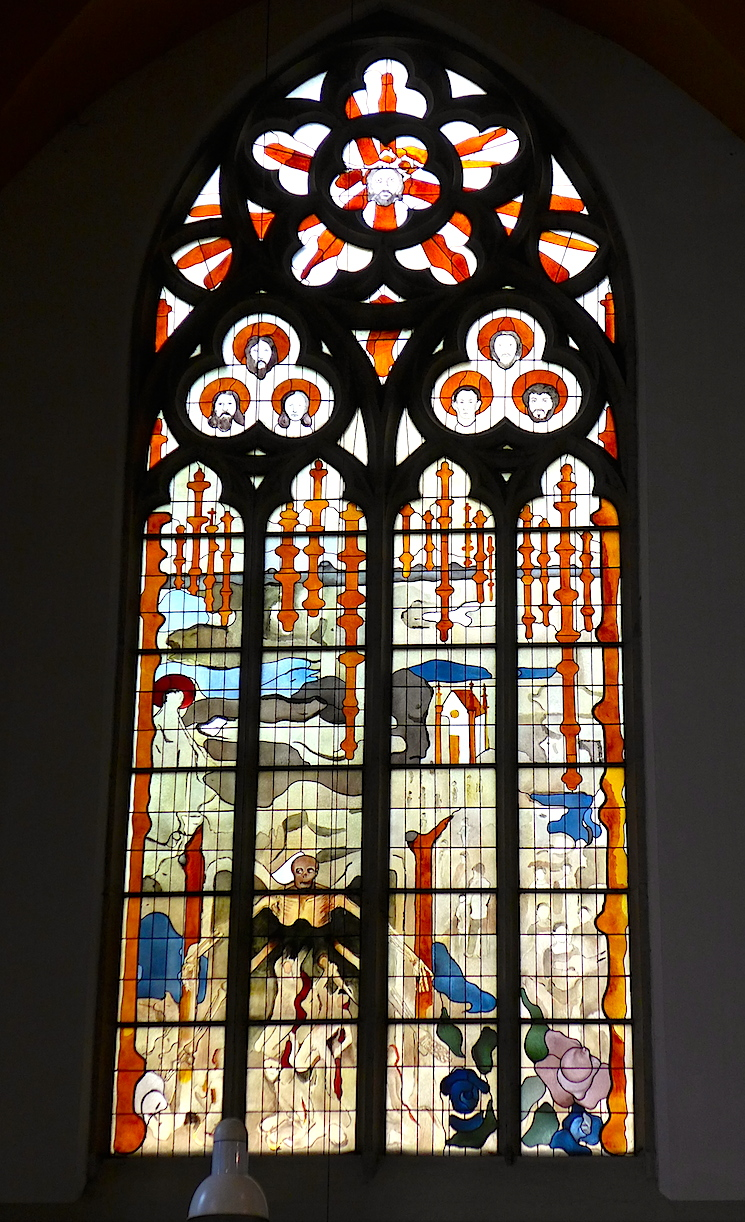
St. Mariä Himmelfahrt (Düsseldorf-Flingern): Endzeit, 1979
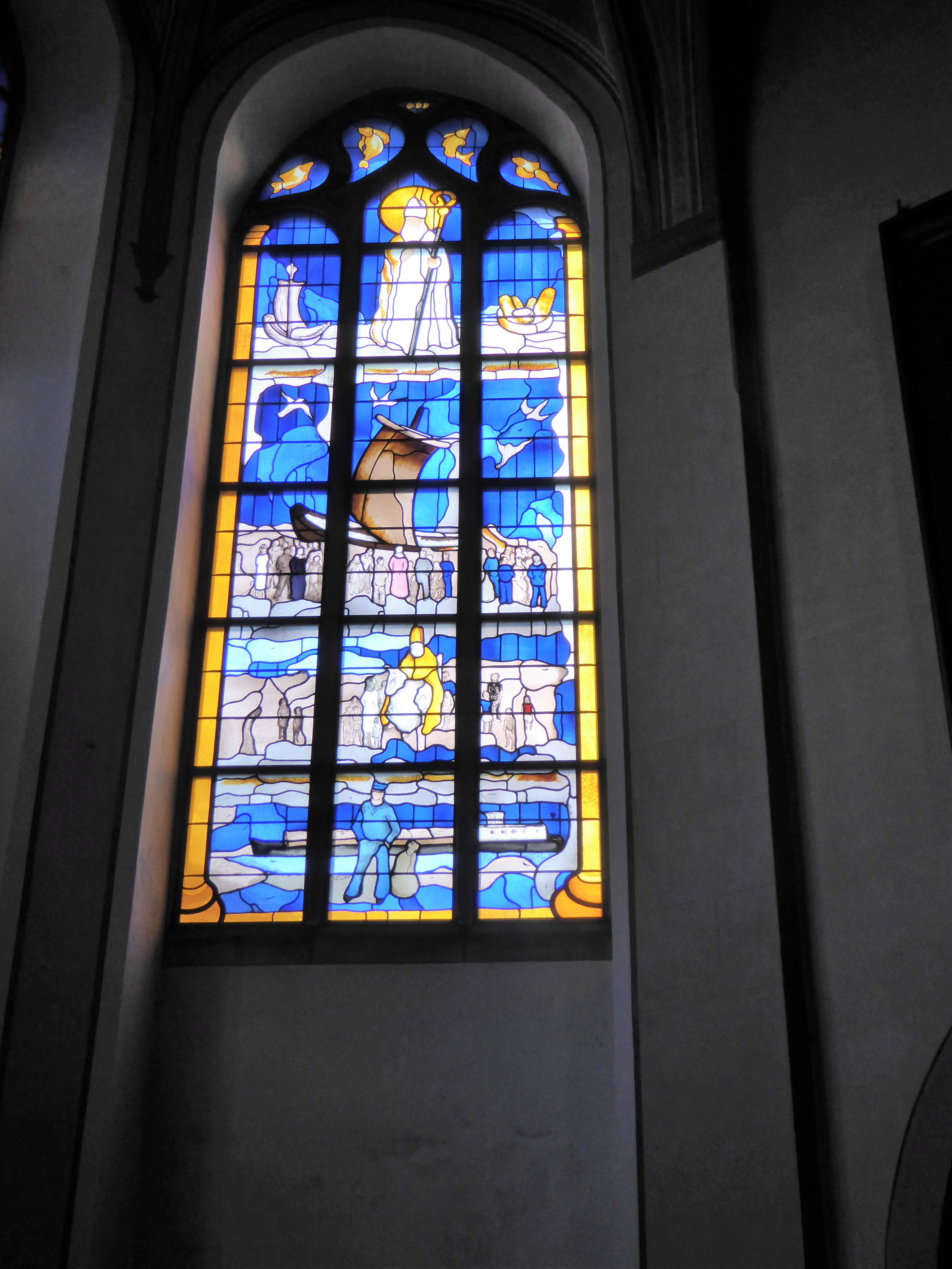
Köln St. Maria in Lyskirchen: Szenen aus dem Leben des hl. Nikolaus von Myra, 1985